# Ischyrophaga ischyri
Ischyrophaga ischyri là một loài ruồi trong họ Tachinidae.